# Iruma
Pour les autres significations, voir Iruma (district).
Iruma (入間市, Iruma-shi) est une ville située dans la préfecture de Saitama, au Japon.

## Géographie

### Localisation
Iruma est située dans le sud de la préfecture de Saitama.

### Municipalités limitrophes
| Hannō | Sayama | Sayama     |
| Hannō | Iruma  | Tokorozawa |
| Ōme   | Mizuho | Tokorozawa |

### Découpage administratif
La ville d'Iruma se compose de six zones : Toyooka, Kaneko, Higashikaneko, Fujisawa, Miyadera-Nihongi et Seibu.

### Démographie
En juin 2021, la population d'Iruma était de 146 626 habitants, répartis sur une superficie de 44,69 km2.

### Hydrographie
La ville est traversée par la rivière Iruma.

## Histoire
Le 1er novembre 1966, l'ancien bourg de Musashi obtient le statut de ville, se renommant Iruma.

## Économie
Iruma, ainsi que la ville voisine de Sayama, sont reconnues pour leur production de thé, qui est célèbre pour son gôut. Iruma est aussi connue pour son industrie textile et brassicole.

## Transports

### Ferroviaire
Iruma est desservie par la ligne Hachikō de la JR East et la ligne Ikebukuro de la Seibu.

### Base aérienne
La base aérienne d'Iruma des Forces d'auto-défense japonaises se situe à Iruma et Sayama. Cette base fut connue sous le nom de Johnson Air Base sous le contrôle de l'US Air Force.

## Jumelages
Iruma est jumelée avec :
- Sado (Japon) depuis 1986
- Wolfratshausen (Allemagne) depuis 1987
- Fenghua (Chine) depuis 2000